# یوزف کندرات
یوزف کُندرات (لهستانی: Józef Kondrat؛ ‏ ۳ مارس ۱۹۰۲ – ۴ اوت ۱۹۷۴) بازیگر اهل لهستان بود.
از فیلم‌ها یا مجموعه‌های تلویزیونی که وی در آن‌ها نقش داشته است، می‌توان به دوازده صندلی، همه مجاز به عشق ورزیدن هستند، یک همسر سیاستمدار، وداع ناممکن و موضوعی برای حل و فصل اشاره نمود.